# Rolf Kalich
Rolf Kalich (* 1949) ist ein ehemaliger deutscher Trainer im Fechten.
Kalich war in den 1980er Jahren Trainer der Nationalmannschaft der DDR. Nach der Wende trainierte er ab 1992 die Schweizer Nationalmannschaft und führte diese an die Weltspitze. Unter seiner Leitung gewann die Schweiz an den Olympischen Spielen 2000 in Sydney zwei Silbermedaillen (Gianna Hablützel-Bürki und Frauennationalteam) und vier Jahre später in Athen Gold durch Marcel Fischer. Nach den Spielen von Peking 2008 trat Kalich in den Ruhestand.
Aufgrund seiner Leistungen wurde Kalich 2004 zum Schweizer Trainer des Jahres gewählt. Ende Oktober 2008 erhielt er vom Weltfechtverband den goldenen Verdienstorden für sein Lebenswerk.